# Liste von Persönlichkeiten aus Cadro
Diese Liste enthält in Cadro geborene Persönlichkeiten und solche, die in Cadro ihren Wirkungskreis hatten, ohne dort geboren zu sein. Die Liste erhebt keinen Anspruch auf Vollständigkeit.

## Persönlichkeiten
(Sortierung nach Geburtsjahr)

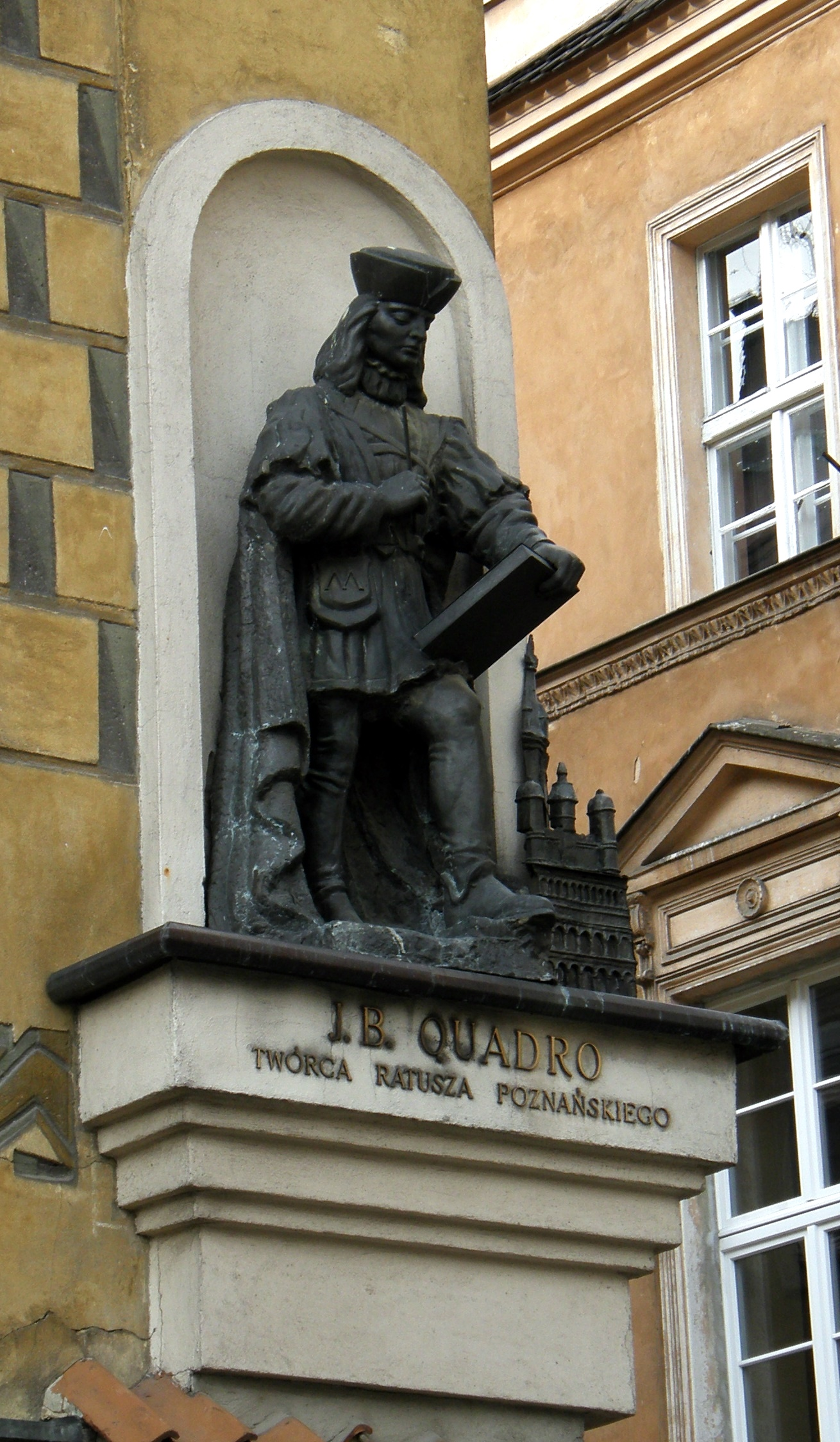
Giovanni Battista di Quadros Denkmal, Poznan.

- Lazarus Castoyra (* um 1270 in Lugano; † vor 1348 in Cadro), Notar wohnhaft in Cadro 1326[1]
- Honriginus Castoyra (* um 1300 in Cadro; † nach 1348 ebenda), Sohn des Lazarus, Notar, redigierte 1326 die Teilungsurkunde des Gebiets Sonvico; noch 1348 erwähnt[2]
- Giovanni Battista di Quadro (1. Hälfte des 16. Jhd.–1590), Architekt
- Giovanni Angelo Galassini (* um 1575 in Lugano; † nach 1644 in Sala Capriasca ?), Bildhauer, Stuckateur tätig in Rom, Lugano und Sala Capriasca[3]

- Familie Reali. 

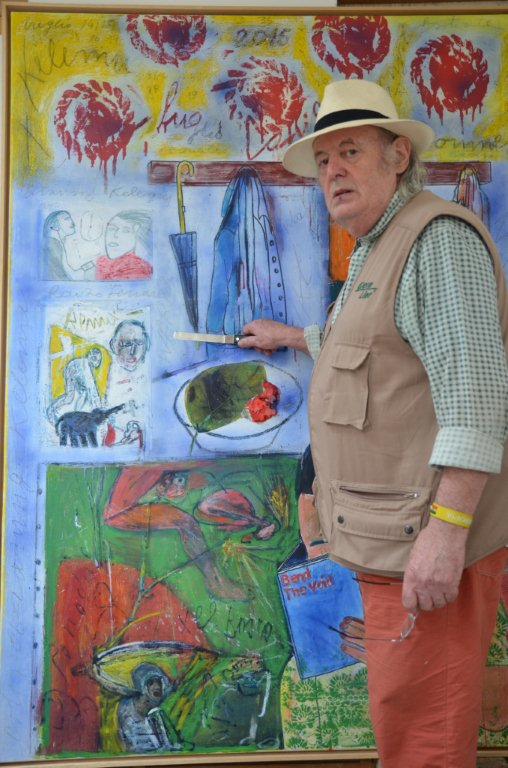
Renzo Ferrari in seiner Atelier, Selfie 14. Juni 2016

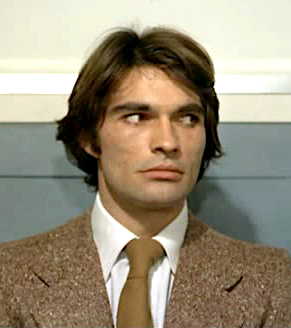
Luc Merenda

  - Michele Reali (* 1722 in Cadro; † 1785 ebenda), Stuckateur tätig in der Pfarrkirche Sant’Agata von Cadro[4][5]
  - Sebastiano Reali (* 1739 in Cadro; † 1793 ebenda), Stuckateur tätig in der Pfarrkirche Sant’Agata von Cadro[6][7]
  - Giovanni Reali (1774–1846), Tessiner Grossrat, Staatsrat, Staatsschreiber, Journalist
  - Giuseppe Reali (1790–1850), Ingenieur, Politiker, Tessiner Grossrat, Staatsrat
  - Giovanni Reali (* 22. Juli 1852 in Cadro; † 8. Oktober 1923 in Lugano), Arzt, Politiker, Grossrat und Ständerat[8][9]

- Giacomo Pellagatta (* um 1725 in Cadro; † nach 1758 ebenda ?), Bildhauer, Altarbilder, 1758 arbeitete er zusammen mit einem Bildhauer namens Marchesi am Hochaltar der Pfarrkirche von Vico Morcote[10][11]
- Giovanni Manera (* 1832 in Cadro 1832; † 1895 in Lugano), Priester, Kanoniker, Rektor des Gymnasiums von Lugano, Wohltäter[12]
- Emilia Banchini (* 25. August 1918 in Varese; † 5. Mai 2003 in Cadro), aus Neggio, Stecherin und Grafikerin scuf Porträts und Landschaften[13]
- Ilario Borelli (* 8. August 1912 in Cadro; † 8. Februar 2000 in Sonvico), Sekundarlehrer, Lokalhistoriker, Autor: Cadro con Stampa e Dassone „comuni“ scomparsi.[14]

- Familie Cansani. 
  - Giovanni Cansani (* 21. Oktober 1888 in Cadro; † 6. November 1976 ebenda), Gemeindeschreiber, Mitgründer der Cassa Reiffeisen Cadro
  - Luigi Cansani (1927–2017), Priester, Pfarrer, Kirchenmusiker, Organist am Priesterseminar von Lugano und Komponist
  - Giovanni Cansani (* 17. Januar 1943 in Lugano; † 29. Juli 2013 ebenda), aus Cadro, Sekundarlehrer, Politiker (SP), Mitglied der Kommunalverwaltung der Stadt Lugano, Wohltäter in Tschad und in Kelambakkan (Madras), Autor post Mortem: Il mercante di galline. Fontana Edizioni, Pregassona 2016.[15][16][17]

- Renzo Ferrari (* 1939), Maler schuf Gravur, Radierung, Zeichnung, Figur, Landschaft, Natur und Stadtraum
- Luc Merenda (* 1943), französischer Schauspieler aus Cadro
- Mario De Marchi (* 1943 in Lugano; † 1. Februar 2018 in Cadro), Architekt mit Ferienwohnung in Astano, schuf auch in Abidjan, Gründer des Mario De-Marchi Studio d’architettura in Cadro[18]